# Examen d'État
Pour l'examen menant au diplôme d'État congolais lui-même, voir Système éducatif en république démocratique du Congo.
Pour plus de détails, voir Fiche technique et Distribution.
Examen d'État est un documentaire franco-sénégalo-congolais réalisé par Dieudo Hamadi et sorti en 2014.

## Fiche technique
- Titre : Examen d'État
- Réalisation :  Dieudo Hamadi
- Scénario : Dieudo Hamadi
- Photographie : Dieudo Hamadi
- Son : Dieudo Hamadi
- Montage : Rodolphe Molla
- Production : Agat Films & Cie (coproduction : Studios Kabako - Karoninka - Vosges Télévision - Vidéo de Poche)
- Pays :  République démocratique du Congo -  France -  Sénégal
- Genre : documentaire
- Durée : 90 minutes
- Date de sortie : France - mars 2014 (présentation au festival Cinéma du réel)[1]

## Distinctions

### Récompenses
- Cinéma du réel 2014 : Prix international de la Scam et prix Potemkine[2]
- Festival international du film francophone de Namur 2014 : Prix spécial du jury[3]
- Festival international du film documentaire (FIDADOC) d'Agadir : Grand prix[4]

### Sélections
- Festival des trois continents 2014[5]
- Festival international du film de Toronto 2014
- Festival international du film documentaire de Saint-Louis (Sénégal) 2014
- États généraux du film documentaire de Lussas 2014
- Festival cinémas d'Afrique de Lausanne 2014